# Вон Сёйва
Вон Сёйва (кит. 黄瑞华) — южно-китайский футболист, игравший на позиции полузащитника. Выступал за клуб «Саут Чайна» и национальную сборную Китайской Республики. Четырёхкратный победитель футбольного турнира Дальневосточных игр.

## Карьера
Вон Сёйва играл за футбольный клуб «Саут Чайна» из Гонконга. В 1923 году его команда получила право представлять сборную Китайской Республики на Дальневосточных играх. На турнире Сёйва дебютировал 22 мая в матче против сборной Филиппин, выйдя в стартовом составе. Встреча завершилась победой его команды со счётом 3:0. Во втором матче на турнире китайцы разгромили Японию и стали победителями соревнований.
В августе 1923 года Сёйва отправился со сборной в турне по Австралии, которое продлилось три месяца. Вон был участником ещё на трёх Дальневосточных игр, на которых его команда неизменно побеждала на соревнованиях. В последний раз в составе сборной он сыграл 29 мая 1930 года против сборной Японии.

## Статистика за сборную
| Китайская Республика | Китайская Республика | Китайская Республика |
| Год                  | Матчи                | Голы                 |
| -------------------- | -------------------- | -------------------- |
| 1923                 | 2                    | 0                    |
| 1925                 | 2                    | 0                    |
| 1927                 | 2                    | 0                    |
| 1930                 | 3                    | 0                    |
| Итого                | 9                    | 0                    |

## Достижения
- Победитель Дальневосточных игр (4): 1923, 1925, 1927, 1930